# Sofia Open 2019
Sofia Open 2019 — тенісний турнір, що проходив на кортах з твердим покриттям у місті Софія, Болгарія з 4 лютого. Належав до категорії ATP Tour 250.

## Фінальна частина

### Одиночний розряд
Данило Медведєв —  Мартон Фучович 6–4, 6–3

### Парний розряд
Нікола Мектич /  Юрген Мельцер —  Сє Чженбен /  Крістофер Рунґкат 6–2, 4–6, [10–2]